# Ambasada San Marino przy Stolicy Apostolskiej
Ambasada Republiki San Marino przy Stolicy Apostolskiej – misja dyplomatyczna Republiki San Marino przy Stolicy Apostolskiej. Ambasada mieści się w Rzymie.
Ambasador San Marino przy Stolicy Apostolskiej akredytowany jest również w Republice Malty.

## Historia
Dawniej San Marino posiadało reprezentujących jego interesy wobec papieża kardynałów-protektorów, którzy pełnili również funkcję ambasadorów tego państwa.